# Julian Ryerson
Julian Ryerson (Lyngdal, Noruega, 17 de noviembre de 1997) es un futbolista noruego. Juega de defensa o centrocampista y su equipo es el Borussia Dortmund de la Bundesliga alemana.

## Trayectoria
Entró a las inferiores del Viking proveniente del Lyngdal IL en 2013. Formó parte del primer equipo del club desde la temporada 2016.
En julio de 2018 fichó por el Union Berlín de Alemania por tres años. Estuvo cuatro y medio en los que jugó 109 encuentros y el 17 de enero de 2023 fue traspasado al Borussia Dortmund, equipo con el que firmó hasta junio de 2026.

## Selección nacional
Ha sido internacional en categorías inferiores y absoluta con la selección de Noruega.

## Estadísticas
Actualizado al último partido disputado el 5 de julio de 2025.
| Club | Div.          | Temporada     | Liga(1) | Liga(1) | Copas nacionales(2) | Copas nacionales(2) | Copas internacionales(3) | Copas internacionales(3) | Total | Total |
| Club | Div.          | Temporada     | Part.   | Goles   | Part.               | Goles               | Part.                    | Goles                    | Part. | Goles |
| --- | ------------- | ------------- | ------- | ------- | ------------------- | ------------------- | ------------------------ | ------------------------ | ----- | ----- |
| Viking FK · Noruega | 1.ª           | 2015          | 2       | 0       | 0                   | 0                   | —                        | —                        | 2     | 0     |
| Viking FK · Noruega | 1.ª           | 2016          | 18      | 1       | 2                   | 0                   | —                        | —                        | 20    | 1     |
| Viking FK · Noruega | 1.ª           | 2017          | 28      | 3       | 2                   | 0                   | —                        | —                        | 30    | 3     |
| Viking FK · Noruega | 2.ª           | 2018          | 15      | 3       | 1                   | 0                   | —                        | —                        | 16    | 3     |
| Viking FK · Noruega | Total club    | Total club    | 63      | 7       | 5                   | 0                   | 0                        | 0                        | 68    | 7     |
| F. C. Union Berlin · Alemania | 2.ª           | 2018-19       | 9       | 0       | 0                   | 0                   | —                        | —                        | 9     | 0     |
| F. C. Union Berlin · Alemania | 1.ª           | 2019-20       | 14      | 0       | 3                   | 0                   | —                        | —                        | 17    | 0     |
| F. C. Union Berlin · Alemania | 1.ª           | 2020-21       | 24      | 0       | 2                   | 0                   | —                        | —                        | 26    | 0     |
| F. C. Union Berlin · Alemania | 1.ª           | 2021-22       | 28      | 2       | 3                   | 0                   | 5                        | 1                        | 36    | 3     |
| F. C. Union Berlin · Alemania | 1.ª           | 2022-23       | 13      | 0       | 2                   | 0                   | 6                        | 0                        | 21    | 0     |
| F. C. Union Berlin · Alemania | Total club    | Total club    | 88      | 2       | 10                  | 0                   | 11                       | 1                        | 109   | 3     |
| Borussia Dortmund · Alemania | 1.ª           | 2022-23       | 17      | 1       | 2                   | 0                   | 1                        | 0                        | 20    | 1     |
| Borussia Dortmund · Alemania | 1.ª           | 2023-24       | 21      | 4       | 3                   | 0                   | 10                       | 0                        | 34    | 4     |
| Borussia Dortmund · Alemania | 1.ª           | 2024-25       | 29      | 2       | 1                   | 0                   | 17                       | 0                        | 47    | 2     |
| Borussia Dortmund · Alemania | Total club    | Total club    | 67      | 7       | 6                   | 0                   | 28                       | 0                        | 101   | 7     |
| Total carrera | Total carrera | Total carrera | 218     | 16      | 21                  | 0                   | 39                       | 1                        | 278   | 17    |
| (1) Incluye datos de la promoción de ascenso y descenso de Bundesliga. (2) Incluye datos de la Copa de Noruega y la Copa de Alemania. (3) Incluye datos de la Liga de Campeones de la UEFA, la Liga Europa de la UEFA, la Liga Europa Conferencia de la UEFA y la Copa Mundial de Clubes de la FIFA. |               |               |         |         |                     |                     |                          |                          |       |       |

## Vida personal
Su madre nació en Noruega y su padre nació en los Estados Unidos. Su primo es el futbolista noruego Mathias Rasmussen.